# Rudolf Fehrmann
Rudolf Rupprecht Fehrmann (* 22. Juni 1886 an Bord des Schiffes Spain auf dem Atlantik; † 6. März 1948 im Speziallager Fünfeichen (Neubrandenburg)) war ein deutscher Rechtsanwalt. Viel bekannter ist er jedoch als Kletterer und Kletterführerautor in der Sächsischen Schweiz.

## Leben
1903 begann Fehrmann mit dem Klettern in den Schrammsteinen. Er wurde in kurzer Zeit zu einem der besten Bergsteiger der Sächsischen Schweiz und bestieg in der Folge eine Anzahl wichtiger Klettergipfel erstmals. Zu seinen Erstbesteigungen zählen  u. a. 1904 der Chinesische Turm (Alter Weg, Sächsischer Schwierigkeitsgrad V) sowie 1905 die Barbarine (Schwierigkeitsgrad VI), der Höllenhund (Schwierigkeitsgrad V(VIIa)) und der Schwedenturm (Schwierigkeitsgrad V). Zu seinen Erstbegehungen an weiteren Gipfeln zählen u. a. der „Fehrmannweg“ (VIIa) am Mönch im Jahr 1904 und der „Südriss“ (VIIb) am Dreifingerturm in den Schrammsteinen im Jahr 1906.
Zusammen mit seinem Freund Oliver Perry-Smith, mit dem er gemeinsam viele der Wege in der Sächsischen Schweiz bestieg, war Fehrmann auch in den Alpen, und dort besonders in den Dolomiten, als Erstbegeher aktiv. Nach ihm benannt sind dort der „Fehrmannkamin“ an der Kleinen Zinne (UIAA-Schwierigkeitsgrad V) und die
„Fehrmannverschneidung“ am Campanile Basso (UIAA-Schwierigkeitsgrad V), bei letzterer war allerdings Perry-Smith als Seilerster unterwegs.
Seine Bedeutung für das Klettern in der Sächsischen Schweiz beruht nicht nur auf den von ihm erstbegangenen Gipfeln und Wegen, sondern auch auf dem ersten Kletterführer für die Sächsische Schweiz, den er – aufbauend auf Vorarbeiten von Oscar Schuster – als Verfasser 1908 veröffentlichte. In der 1913 erschienenen zweiten Auflage dieses Führers wurden weltweit erstmals verbindliche Kletterregeln festgeschrieben. Diese Regeln gelten in der Sächsischen Schweiz mit geringen Veränderungen noch heute. Wichtigste Punkte sind:
- Klettern nur an natürlichen Haltepunkten
- Keine Veränderung der Felsoberfläche
- Kein Schlagen von Sicherungsringen (außer bei der Erstbegehung)

Fehrmann gehörte zu den ersten Mitgliedern des Sächsischen Bergsteigerbundes.
Zum 1. Februar 1932 trat er der NSDAP bei (Mitgliedsnummer 924.225). Im Zweiten Weltkrieg war der promovierte Jurist Fehrmann als Wehrmachtsrichter tätig. In dieser Funktion fällte er auch mindestens ein Todesurteil wegen Fahnenflucht. Aufgrund seiner Tätigkeit wurde er nach dem Zweiten Weltkrieg von der sowjetischen Besatzungsmacht interniert und galt als Kriegsverbrecher. Er starb 1948 während der Internierungshaft im Speziallager Nr. 9 Fünfeichen.

## Werke (Auswahl)
- Der Bergsteiger in der Sächsischen Schweiz, Siegel, Dresden 1908 (Digitalisat)
- Bergsteigen im sächsischen Felsengebirge, Mitteilungen des Landesvereins Sächsischer Heimatschutz Bd. 20 (1931), S. 90–96 (Digitalisat)